# KIA (Tanzania)
KIA è una circoscrizione mista (mixed ward) della Tanzania situata nel distretto di Hai, regione del Kilimangiaro. Conta una popolazione di 10 472 abitanti (censimento 2022).
Il nome della circoscrizione è l'acronimo Kilimangiaro International Airport, la circoscrizione comprende infatti l'area aeroportuale e la zona residenziale circostante.